# Prodesmodora terricola
Prodesmodora terricola är en rundmaskart som beskrevs av Edmond Altherr 1952. Prodesmodora terricola ingår i släktet Prodesmodora och familjen Microlaimidae. Inga underarter finns listade i Catalogue of Life.